# German Open (Golf)
Die German Open waren ein Golfturnier das erstmals 1911 ausgetragen wurde. Nach dem Zweiten Weltkrieg wurde die Veranstaltung 1951 wiederbelebt und an verschiedenen Orten ausgetragen. Seit 1978 gab es verschiedene Namenssponsoren, nach denen die Veranstaltung Braun German Open, Lufthansa German Open und Volvo German Open genannt wurde.

## Siegerliste
German Open
- 1999 Jarmo Sandelin – Schweden
- 1998 Stephen Allan – Australien

Volvo German Open
- 1997 Ignacio Garrido – Spanien
- 1996 Ian Woosnam – Wales
- 1995 Colin Montgomerie – Schottland
- 1994 Colin Montgomerie – Schottland
- 1993 Bernhard Langer – Deutschland
- 1992 Vijay Singh – Fidschi
- 1991 Mark McNulty – Simbabwe
- 1990 Mark McNulty – Simbabwe

German Open
- 1989 Craig Parry – Australien
- 1988 Seve Ballesteros – Spanien
- 1987 Mark McNulty – Simbabwe
- 1986 Bernhard Langer – Deutschland

Lufthansa German Open
- 1985 Bernhard Langer – Deutschland
- 1984 Wayne Grady – Australien
- 1983 Corey Pavin – USA
- 1982 Bernhard Langer – Deutschland

German Open
- 1981 Bernhard Langer – Deutschland

Braun German Open
- 1980 Mark McNulty – Simbabwe
- 1979 Tony Jacklin – England
- 1978 Seve Ballesteros – Spanien

German Open
- 1977 Tienie Britz – Südafrika
- 1976 Simon Hobday – Südafrika
- 1975 Maurice Bembridge – England
- 1974 Simon Owen – Neuseeland
- 1973 Francisco Abreu – Spanien
- 1972 Graham Marsh – Australien
- 1971 Neil Coles – England
- 1970 Jean Garaialde – Frankreich
- 1969 Jean Garaialde – Frankreich
- 1968 Barry Franklin – Südafrika
- 1967 Donald Swaelens – Belgien
- 1966 Bob Stanton – Australien
- 1965 Harold Henning – Südafrika
- 1964 Roberto DeVicenzo – Argentinien
- 1963 Brian Huggett – Wales
- 1962 Bobby Verwey – Südafrika
- 1961 Bernard Hunt – England
- 1960 Peter Thomson – Australien
- 1959 Ken Bousfield – England
- 1958 Fidel DeLuca – Argentinien
- 1957 Harry Weetman – England
- 1956 Flory Van Donck – Belgien
- 1955 Ken Bousfield – England
- 1954 Bobby Locke – Südafrika
- 1953 Flory Van Donck – Belgien
- 1952 Antonio Cerdá – Argentinien
- 1951 Antonio Cerdá – Argentinien
- 1940–1950 nicht ausgetragen
- 1939 Henry Cotton – England
- 1938 Henry Cotton – England
- 1937 Henry Cotton – England
- 1936 Auguste Boyer – Frankreich
- 1935 Auguste Boyer – Frankreich
- 1934 Alf Padgham – England
- 1933 Percy Alliss – England
- 1932 Auguste Boyer – Frankreich
- 1931 René Golias – Frankreich
- 1930 Auguste Boyer – Frankreich
- 1929 Percy Alliss – England
- 1928 Percy Alliss – England
- 1927 Percy Alliss – England
- 1926 Percy Alliss – England
- 1913–1925 nicht ausgetragen
- 1912 John Henry Taylor – England
- 1911 Harry Vardon – England